# Мечеть Байя
Мечеть Байя (араб. مسجد البيعة‎) также известная как Мечеть на холме аль-Акаба — мечеть в пригороде города Мекка в Саудовской Аравии.

## История
Мечеть Байя была построена по распоряжению халифа Абу Джафара аль-Мансура в 761 году на месте аль-Байаха на склонах холма аль-Акаба, недалеко от дороги между горой Арафат и долиной Мина. Именно на этом месте в 621 году представители арабских племён Аус и Хазрадж встретились с пророком Мухаммедом для переговоров. Двенадцать ансаров (10 хазраджитов и 2 аусита) торжественно поклялись пророку Мухаммеду поклоняться только Аллаху, не красть, не прелюбодействовать, не убивать детей, воздерживаться от клеветы и злословия. Они также поклялись повиноваться Мухаммеду, как пророку, исполнять что потребует Аллах, хранить верность Мухаммеду в счастье и в горе. Клятва при Акабе почти дословно повторяет отрывок из 12 аята суры Аль-Мумтахана («Испытуемая»).

## Описание
Мечеть Байя расположена к востоку от Мекки, в 300 метрах джамарата аль-Акаба, справа от моста Джамарата.
В мечети есть открытый двор.